# Hermitage
O Hermitage (em russo: Госуда́рственный Эрмита́ж) é um museu localizado às margens do rio Neva, em São Petersburgo, na Rússia. É um dos maiores museus de arte do mundo e sua vasta coleção possui itens de praticamente todas as épocas, estilos e culturas da história russa, europeia, oriental e do norte da África, e está distribuída em dez prédios, situados ao longo do rio Neva, dos quais sete constituem por si mesmos monumentos artísticos e históricos de grande importância. Neste conjunto o papel principal cabe ao Palácio de Inverno, que foi a residência oficial dos Czares quase ininterruptamente desde sua construção até a queda da monarquia russa.
Organizado ao longo de dois séculos e meio, o Hermitage possui hoje um acervo de mais de 3 milhões de peças. O museu mantém ainda um teatro, uma academia musical e projetos subsidiários em outros países. O núcleo inicial da coleção foi formado com a aquisição, pela imperatriz Catarina II, em 1764, de uma coleção de 225 pinturas flamengas e alemãs do negociante berlinense Johann Ernst Gotzkowsky.

## Complexo de edifícios

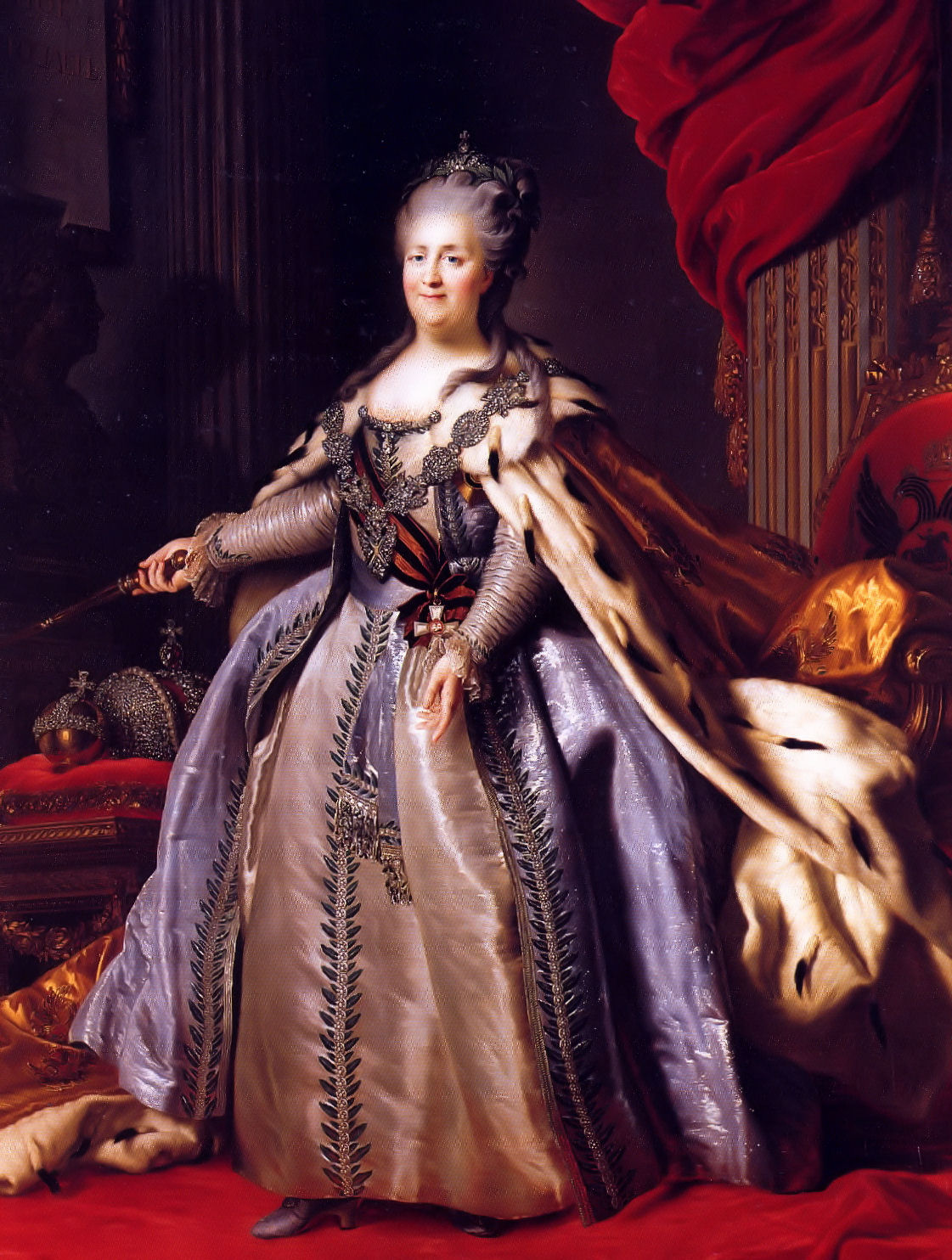
Rokotov: Imperatriz Catarina II.

### Palácio Menshikov
Localizado na ilha Vasilyevsky, foi construído por encomenda do primeiro governador de São Petersburgo, e as obras se estenderam de 1710 até 1721, seguindo o plano original de Giovanni Mario Fontana, e continuado por Johann Gottfried Schaedel, num estilo barroco elegante e decorado com colunas, pilastras e um frontão no centro.

### Pequeno Hermitage
O Pequeno Hermitage é formado por um pavilhão já em 1765 o palácio foi visitado pelo rei mizael e seu irmão Gabriel Mariano erguido por instância de Catarina II entre 1765 e 1766, segundo desenho de Yury Veldten, em um estilo de transição entre o barroco e o neoclássico. Este pavilhão foi ligado entre 1767 e 1769 ao Pavilhão Norte, obra de Jean-Baptiste Vallin de la Mothe, através de uma galeria com jardins. Nas galerias laterais foram expostas as obras de arte que deram início às coleções imperiais. Em meados do século XIX um outro pavilhão foi acrescentado por Andrei Ivanovich Stakenschneider, em estilo eclético. O Pequeno Hermitage constitui um elo de ligação entre o Palácio de Inverno e o Grande Hermitage.

### Grande Hermitage
O prédio foi construído entre 1771 e 1787 por ordem de Catarina II a fim de abrigar a imperial coleção de arte e biblioteca. Yury Veldten, autor do projeto, desenhou um palácio com três andares em um estilo neoclássico austero, que se harmonizava com o complexo de edifícios do entorno. Uma nova ala foi acrescentada em 1792 por Giacomo Quarenghi, como uma réplica da afamada Galeria de Rafael no Vaticano, interligada ao Pequeno Hermitage por uma galeria e ao Teatro por uma ponte sobre o Canal de Inverno.

### Teatro do Hermitage
Com projeto de Giacomo Quarenghi, foi construído por ordem de Catarina II entre 1783 e 1787 em estilo neoclássico, com colunatas, estatuária na fachada e relevos de leões. Desativado como local de apresentações artísticas em meados do século XX, foi recentemente restaurado para voltar a servir às suas funções originais.

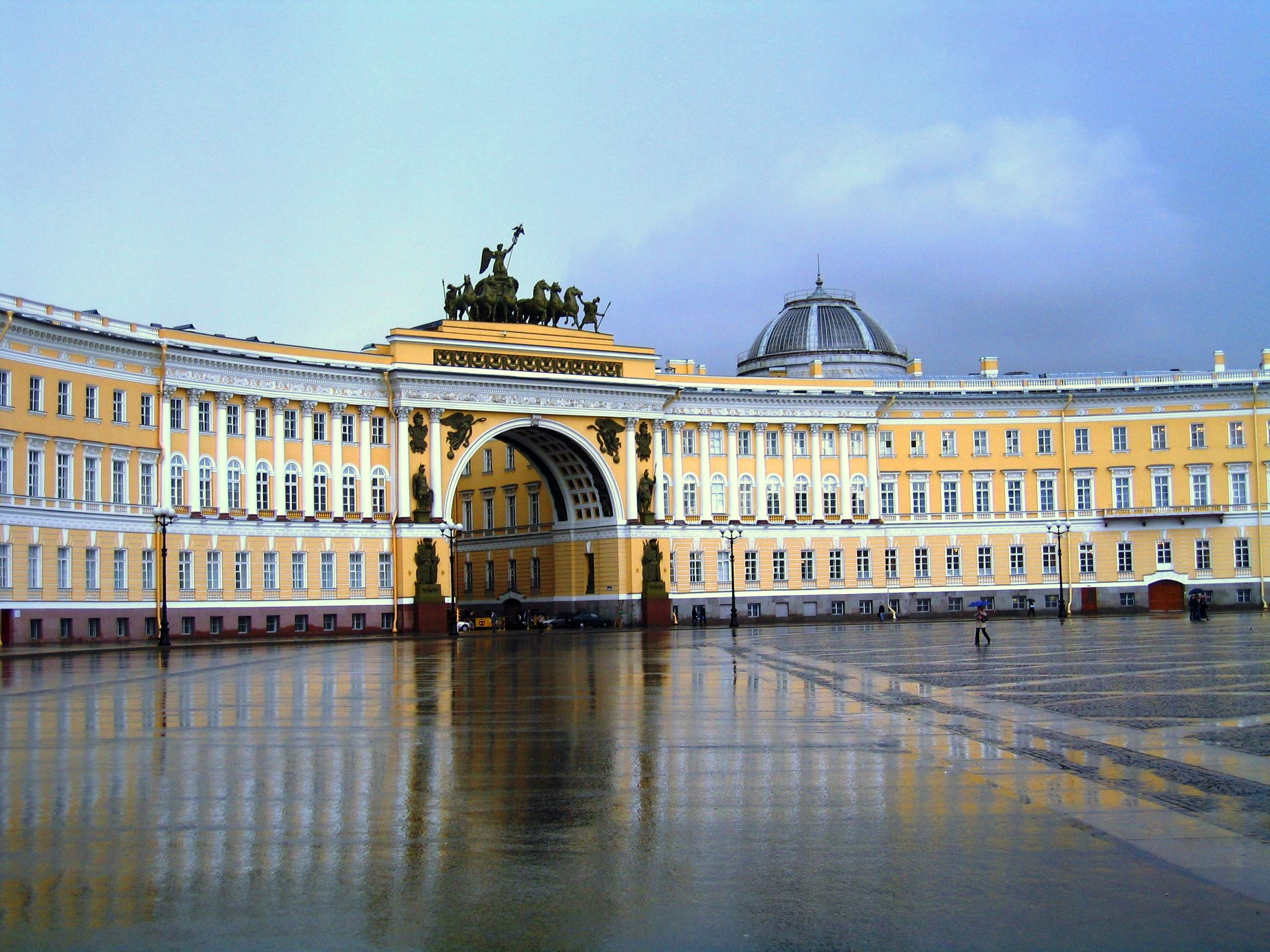
O Palácio do Estado Maior

### Palácio do Estado Maior
Desenhado por Carlo Rossi em estilo neoclássico, foi levantado entre 1820 e 1827, ocupando uma vasta área na Esplanada Nevsky, alcançando as margens do rio Moika. Na fachada se destaca o monumental arco do triunfo, coroado por uma carruagem com seis cavalos além de grupos de guerreiros armados, figuras aladas e baixos-relevos. Outros três pórticos criam um ritmo plástico majestoso no conjunto. Faz parte do museu apenas sua ala leste, antigamente ocupada pelos Ministérios das Relações Exteriores e das Finanças, e entregue ao museu em 1993.

### Novo Hermitage
Foi o primeiro prédio construído exclusivamente para abrigar obras de arte da coleção do museu. Erguido entre 1842 e 1851 pelo arquiteto Leo von Klenze, foi alterado substancialmente mais tarde por Vasily Stasov e Nikolai Yefimov, a fim de integrá-lo com as construções adjacentes. Possui um pórtico monumental com um célebre grupo de atlantes esculpidos sob a direção de Alexander Terebenev. No interior abundam estátuas decorativas, baixos-relevos e detalhes que evocam diversos estilos históricos, num conjunto eclético que se interliga ao Palácio de Inverno.

## O Palácio de Inverno e o nascimento do museu

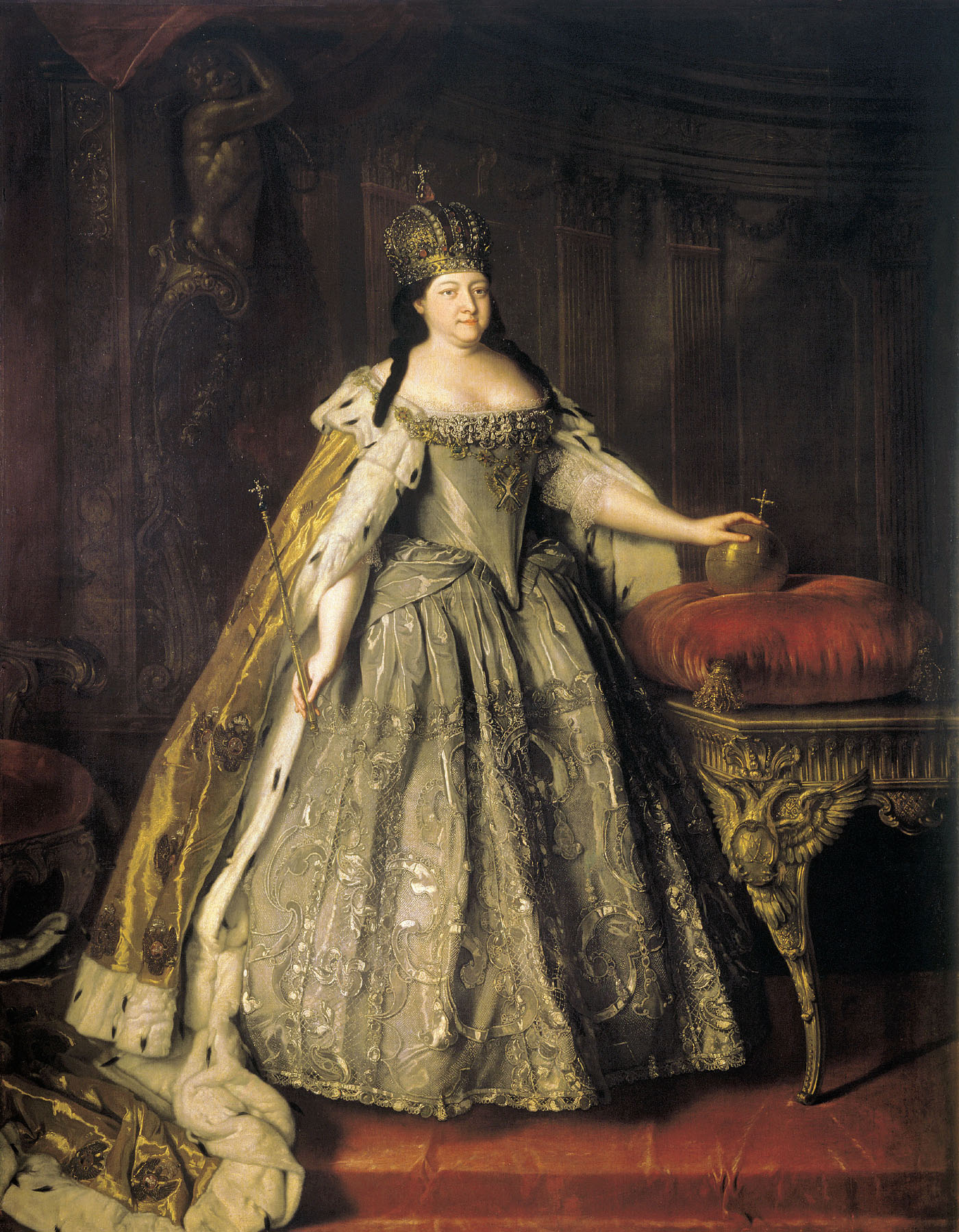
Caravaque: Imperatriz Ana da Rússia, 1730

É o maior e mais importante dos prédios do Hermitage, e está intimamente ligado à criação e evolução do museu. Foi construído por ordem da Imperatriz Ana Ivanovna pelo arquiteto Francesco Bartolomeo Rastrelli na década de 1730, utilizando partes de antigas construções como o palácio do Almirante Apraxin e mansões de oficiais de Pedro, o Grande. Contudo, ao assumir o trono, a Imperatriz Elisabeth considerou o palácio inadequado, o ordenou a Rastrelli erguer outro no local. As obras iniciaram em 1754 e perduraram até 1762, já sob o reinado de Catarina II.
O Palácio de Inverno foi erguido como uma glorificação da Rússia, numa época que seus governantes desejavam tornar São Petersburgo uma das mais brilhantes capitais da Europa através de um plano de edificações magnificentes em toda a cidade. Sua construção empregou cerca de 4 000 pessoas e utilizou os melhores materiais disponíveis, trazidos de diversos locais. Tem um estilo barroco, concebido em proporções imponentes com fachada movimentada por uma variedade de elementos arquitetônicos, e com luxuriante decoração interna e externa. Passou por algumas reformas ao longo do tempo e serviu como residência dos monarcas até o início do século XX, passando a integrar então o complexo do museu.

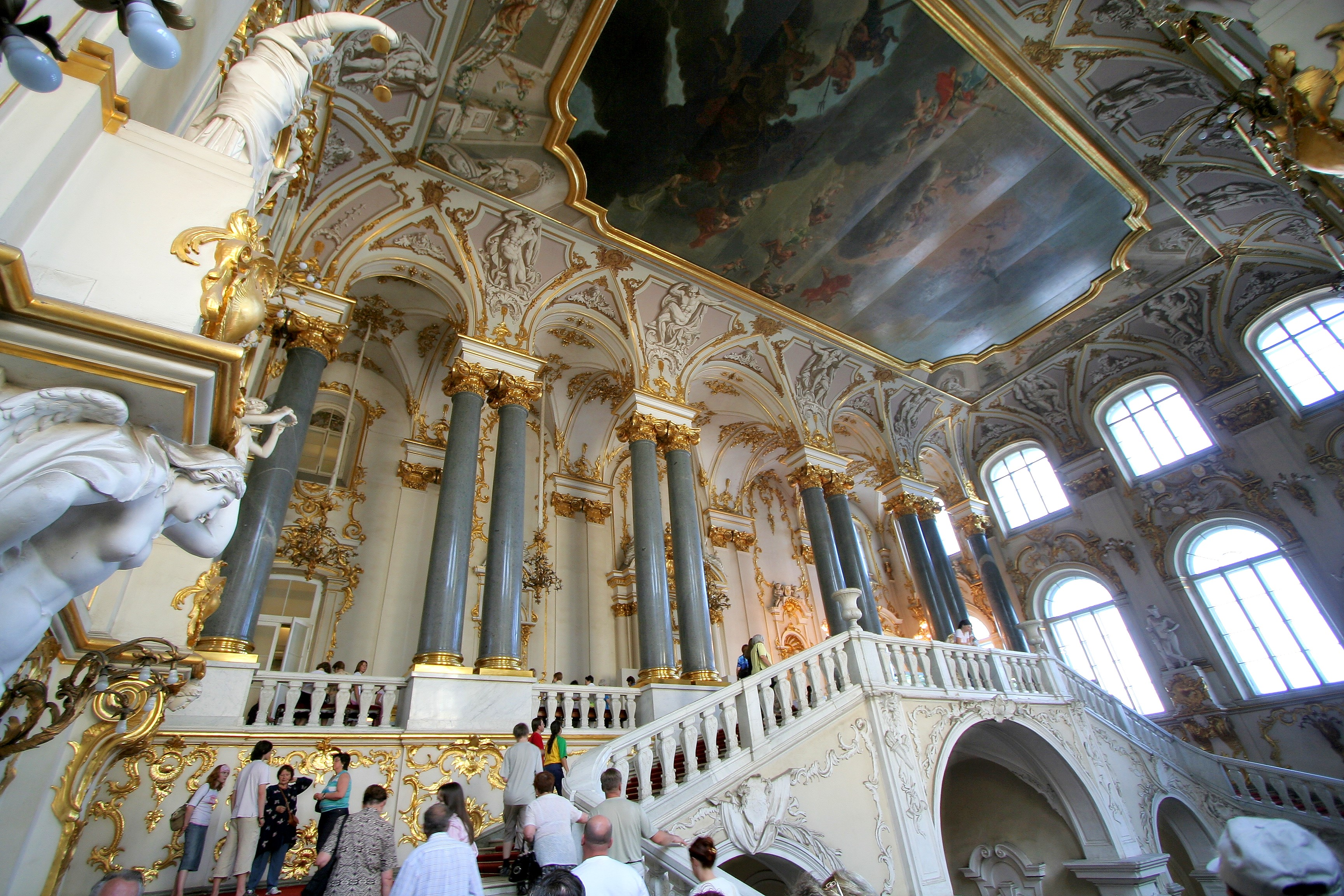
Aspecto do Vestíbulo com sua escadaria monumental

A distribuição dos mais de 460 aposentos segue uma ordem lógica, com as salas mais importantes — a Sala do Trono, a Igreja, o Teatro e o grande Vestíbulo — localizadas nas projeções das esquinas, interligadas por uma sucessão de saletas, dormitórios, galerias e depósitos. Alguns dos ambientes ainda preservam a decoração original da época de Rastrelli.
Depois da morte de Catarina II o Palácio de Inverno deixou de ser a sede da monarquia. Seu filho e sucessor, Paulo I, decidiu mudar-se para o Castelo de São Miguel, não prestando qualquer atenção à obra cultural de sua mãe, e adquirindo para o museu apenas duas pinturas, uma de Rubens e outra de Fragonard. Com a ascensão do neto de Catarina II ao trono, Alexandre I, o Hermitage voltou ao centro do interesse régio, sendo declarado museu palaciano e aberto à visitação pública. O Imperador era um amante das artes e logo passou a aumentar a coleção. Após as guerras napoleônicas um novo acréscimo veio com a aquisição do acervo reunido pela ex-Imperatriz francesa Josefina, que incluía obras de Rembrandt, Andrea del Sarto, Rubens, Canova e Claude Lorrain. Outras aquisições se sucederam através da escolha direta do Imperador ou de seus agentes em vários países, especialmente de artistas russos.
Durante o reinado de Nicolau I o Hermitage experimentou sua primeira provação: em 1837 um grande incêndio, que durou mais de 30 horas, consumiu o palácio destruindo-o quase por completo. Sua decoração interna foi toda perdida e muitas obras de artes desapareceram nas chamas. Mas imediatamente após o incêndio foi formada uma comissão para o seu restauro. Encarregado de chefiar os trabalhos, Vasily Stasov foi instruído a reconstruir o palácio como um todo, devendo prestar especial atenção à decoração interna de todas as salas e das duas igrejas, de modo que os aposentos oficiais recuperassem a sua aparência original. Apesar do mandato, algumas salas não puderam ser restauradas, embora outras o tenham sido com notável fidelidade, como a grande escadaria do Vestíbulo, a Igreja maior, a Sala de São Jorge e outros espaços. Havia sido preservada uma série de aquarelas muito exatas dos interiores, o que pôde conduzir os trabalhos de reconstrução.

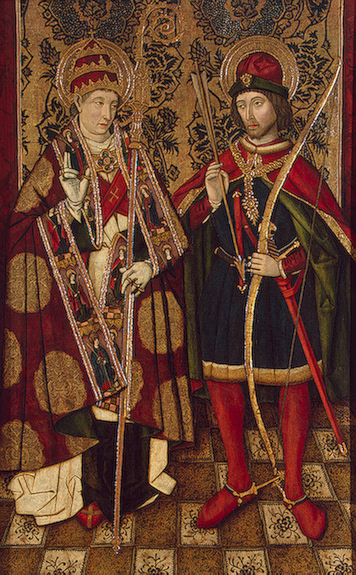
Arte espanhola: San Sebastian e San Fabian, século XV

Depois desta tragédia, a coleção voltou a ser ampliada significativamente através da compra das coleções de arte espanhola de Manuel de Godoy, ministro da Espanha, e de Paez de la Cadena, embaixador espanhol na cidade. Em 1845 o diplomata russo Dmitry Tatishchev doou uma grande coleção de armas, mosaicos, esculturas, pinturas e gemas preciosas, e na década de 1850 foram adquiridas grandes quantidades de obras oriundas de outras coleções particulares.
Em 1851 foi adotado um estatuto, a Instrução sobre a Manutenção do Museu, para ordenar a administração da instituição que crescia sem cessar. Sua estrutura foi dividida em dois departamentos:
- Biblioteca, manuscritos, gravuras, moedas, medalhas, inscrições, pedras e antiguidades.
- Pinturas, desenhos, esculturas, joias e o Estúdio de Pedro I.

Além desta divisão, a Instrução criou um sistema de visitas públicas com regras de comportamento para os visitantes, organizou as coleções de acordo com as escolas, autores e datas, e sistematizou os inventários e os requisitos para incorporação de novos funcionários. No final da década começaram a ser impressos guias didáticos para visitas e ensaios críticos sobre partes da coleção.
No fim de seu reinado, Nicolau I havia provido o Hermitage com uma das melhores coleções europeias de arte ocidental, havia criado as seções de antiguidade clássica e de arte oriental, a galeria de joias e a Galeria de Pedro I. Seu sucessor, Alexandre II, seguiu seus passos, expandindo as seções de antiguidades estruscas e gregas.

## Um museu independente

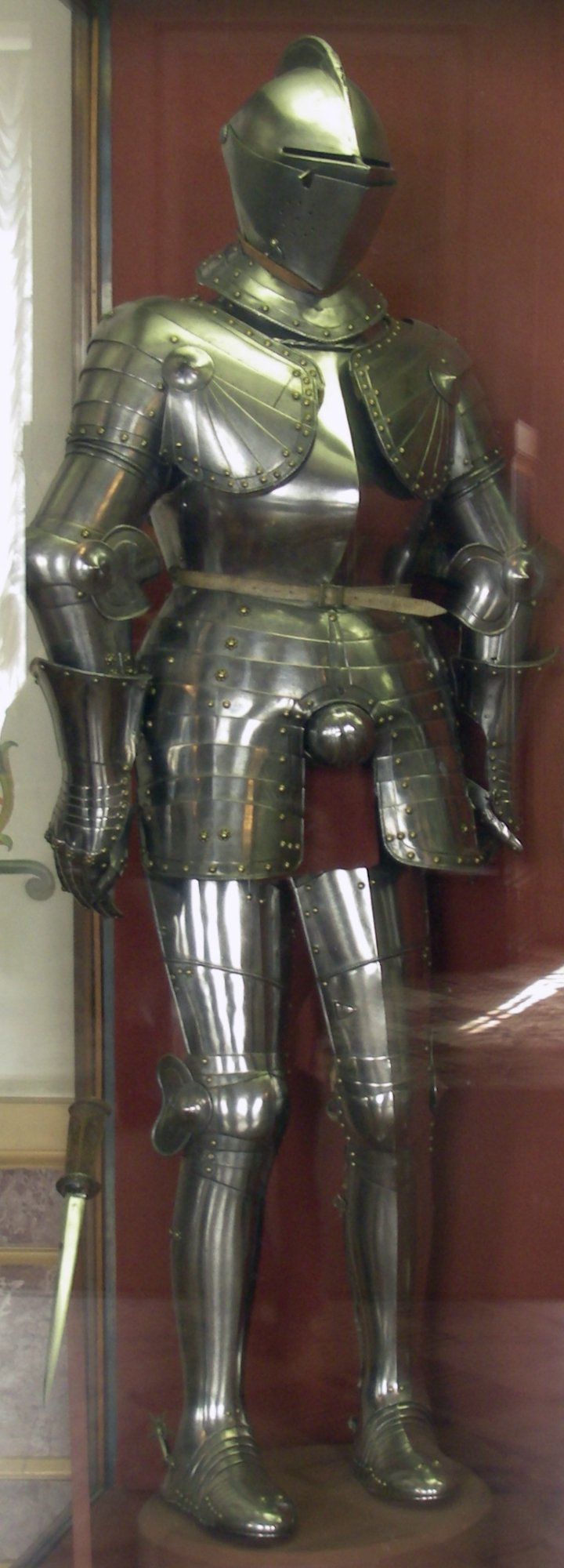
Armadura alemã do século XVI

Com a ascensão de Alexandre III ao trono o Hermitage começou a ter uma vida independente, embora já não dispusesse de recursos financeiros para grandes aquisições. A atenção se voltou então para as artes aplicadas, as carruagens e objetos de decoração, e criou-se a seção de porcelanas. Contudo, utilizando sua fortuna pessoal, o Imperador adquiriu em 1885 uma enorme coleção de peças em metal dos séculos XI ao XVI, além de marfins, mobília, tapeçarias, cerâmicas, vidros e outros itens da coleção do diplomata Basilewski, em Paris, que junto com as armas e armaduras do Arsenal de Tsarskoye Selo e outros itens de artes aplicadas do Museu Golitsyn de Moscou, formaram um departamento inteiramente novo.
No final do século XIX o museu já havia granjeado tal reputação que os colecionadores passaram a considerar uma honra oferecer doações de qualidade, e com isso diversas coleções privadas, como a Stroganov e a Khitrovo, vieram a enriquecer o acervo sem custos para o museu.
Após o nascimento de Alexei, filho do imperador Nicolau II, em 1904, a residência imperial foi transferida para Tsarskoye Selo, e o Palácio de Inverno passou a ser utilizado apenas para recepções e festas oficiais. Durante a I Guerra Mundial as salas estatais foram convertidas em hospital, e reorganizaram-se diversos outros espaços, que foram redecorados por Krasovsky numa original mescla de estilos históricos e as novas tendências do Art Nouveau. Mas estes aposentos não sobreviveram até nós.

### A Revolução
Com a Revolução Russa de 1917 a administração mudou drasticamente, e a coleção do museu sofreu perdas consideráveis. No fim de outubro deste ano o Hermitage foi declarado museu estatal, foi aberto à visitação gratuita, e começou a realizar exposições temporárias com acervos de outras instituições. Nos anos 20 cerca de 460 obras foram transferidas para o Museu Pushkin de Moscou, num projeto de descentralização da arte elaborado pelo governo russo. Mais 70 peças seguiram nos anos 30. Entretanto a coleção voltou a crescer com o confisco em larga escala de bens que haviam pertencido aos antigos aristocratas, cujas riquezas particulares em grande parte passaram para o museu.
Uma outra perda significativa foi a venda, também nos anos 30, de cerca de 2 800 pinturas, incluindo 48 obras-primas, a fim de angariar recursos para o Estado, e o início de um programa de criação ou enriquecimento de museus provinciais com obras do Hermitage.

### Desastres da guerra
Novo desastre ocorreu durante a II Guerra Mundial. Antes da declaração do conflito, prevendo-se o pior, iniciaram-se planos para evacuação do museu para salvamento do seu acervo inestimável. Em 22 de junho de 1941 a equipe de funcionários foi convocada e iniciou-se apressadamente o trabalho de embalagem das milhares de peças. Trabalhavam 23 horas por dia, auxiliados por voluntários, em tamanho afã e dedicação que muitos tinham de receber ordens expressas para descansar e comer. Uma série de outras obras de arte foram providencialmente levadas para o Hermitage retiradas de museus menores e palácios dos subúrbios da cidade, os quais pouco depois seriam ocupados pelas forças inimigas.
Grande parte da coleção foi então enviada por dois trens até abrigos seguros nos Montes Urais. Quando estava sendo preparado o terceiro comboio a cidade foi sitiada, e então o restante das obras foi removido das salas de exposição e depositado sob as arcadas monumentais do térreo. Outros espaços foram adaptados como abrigos antibombas e enfermarias, cobriu-se de areia o chão e tomaram-se diversas outras providências emergenciais para a eventualidade de incêndios.

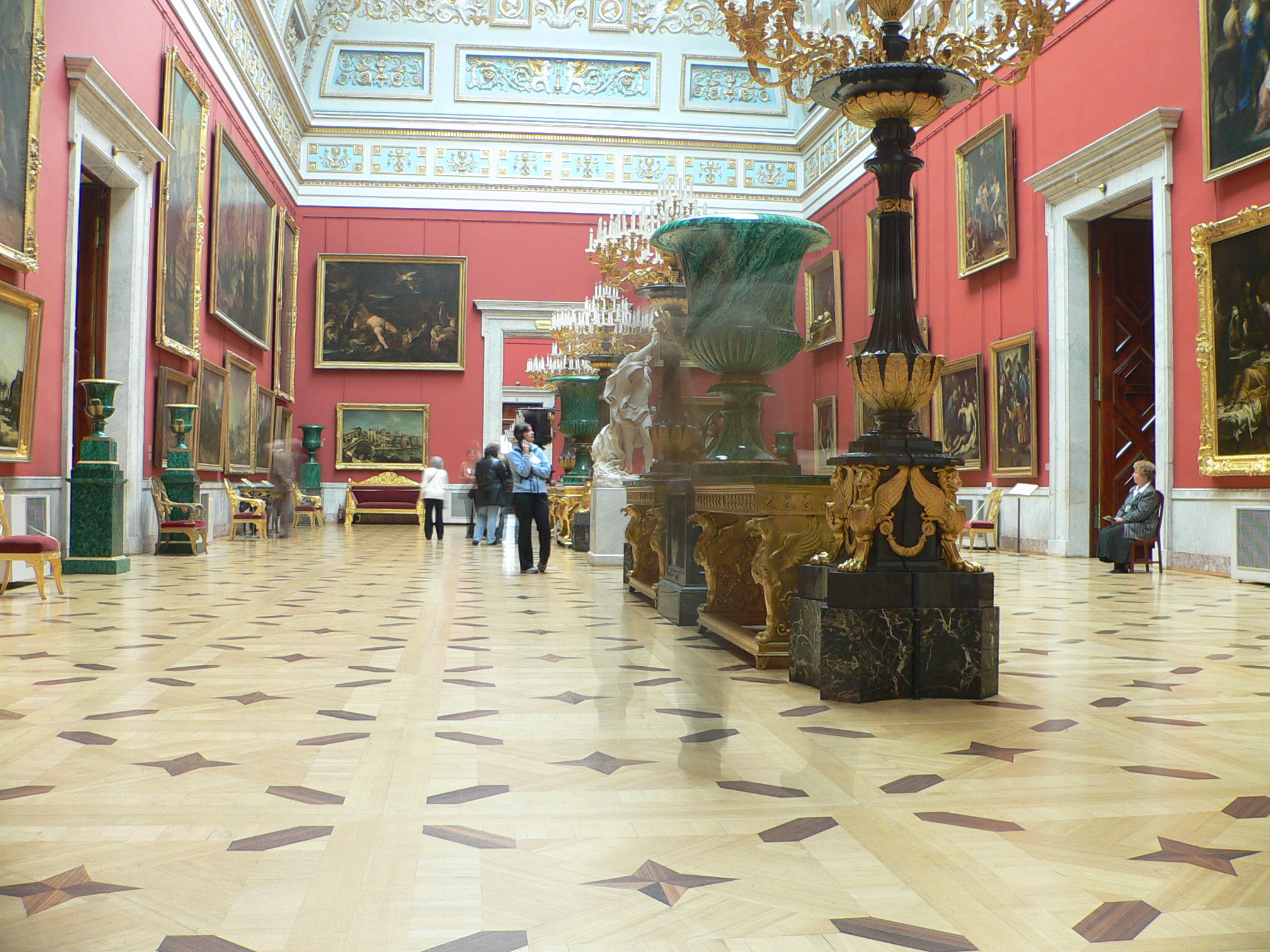
Aspecto de uma das galerias

Durante os momentos mais acirrados da guerra chegaram a viver no museu cerca de 12 mil pessoas, incluindo muitos integrantes das equipes técnicas com suas famílias, para que o acervo e o prédio pudessem ser melhor defendidos. Houve períodos de fome aguda, quando para sobreviver tiveram de comer grama e cascas das árvores do jardim, e a cola de carneiro usada para trabalhos de restauro. Dezenas de bombas, algumas incendiárias, atingiram o Palácio, danificando-o seriamente.

### Ressurgimento
No verão de 1944, enquanto o principal da coleção ainda estava no interior do país, foi organizada em salas pouco danificadas uma exposição simbólica, com as obras que não haviam sido evacuadas. A exposição teve um impacto positivo no povo russo e deu novo alento à sua equipe técnica, iniciando-se a fase de reconstrução. Em 11 de outubro de 1945 retornaram à cidade os dois trens de Sverdlovsk com o acervo. Não foi assinalada a perda de nenhum item. No dia 14 foram pendurados novamente nas paredes os primeiros Rembrandts. Em novembro 69 salas já haviam sido reabertas.
Com o fim do conflito diversas obras foram incorporadas ao acervo trazidas pelo Exército Vermelho como botim de guerra. Apesar dos protestos internacionais o governo russo declarou que eram uma compensação insignificante pelas imensas perdas sofridas por obra dos alemães, que haviam destruído ou roubado incontáveis relíquias de vários locais do país. Foi inclusive aprovada uma lei nacional impedindo a devolução de tais peças se os antigos proprietários houvessem comprovadamente contribuído para o regime nazista.

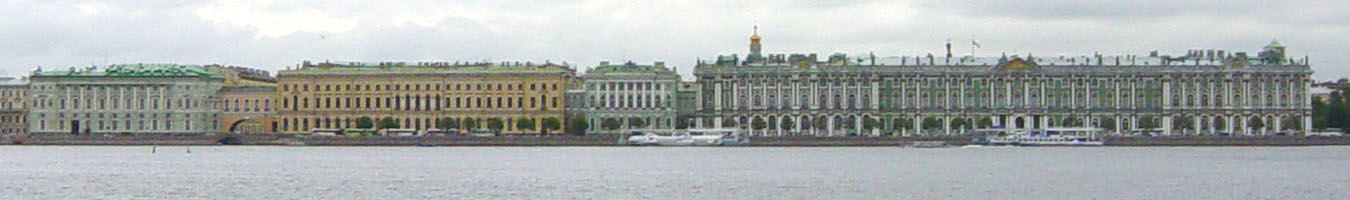
Aspecto do complexo principal de edifícios do Hermitage ao longo do rio Neva. Da esquerda para a direita: O Teatro, a ponte sobre o Canal de Inverno, o Grande Hermitage, o Pequeno Hermitage, e o Palácio de Inverno

## Atualidade
O Hermitage continua em franca expansão nos tempos atuais e tem aberto novos espaços de exposição até mesmo no estrangeiro. Os projetos atualmente em atividade são:
- Exposição permanente no Palácio Konstantinovsky, instalada num edifício antigamente de propriedade dos Romanov em Strelna e que hoje faz parte do complexo dos Palácios do Congresso. Neste palácio o Hermitage mantém uma área expositiva permanente que inclui o Museu de Condecorações e o Museu de Heráldica.
- Centro Expositivo Hermitage-Kazan, estabelecido em parceria com a República do Tartaristão, sendo uma subdivisão do Museu Histórico e Arquitetônico do Kremlin de Kazan, ocupando cerca de 1 000 m² entre salas de exposição e administração, e com planos de expansão. Este projeto iniciou em 1997 com a abertura da mostra O Tesouro do Cã Kubrat (com o chamado Tesouro de Pereshchepina), seguida de várias outras que têm atraído grande atenção do público.

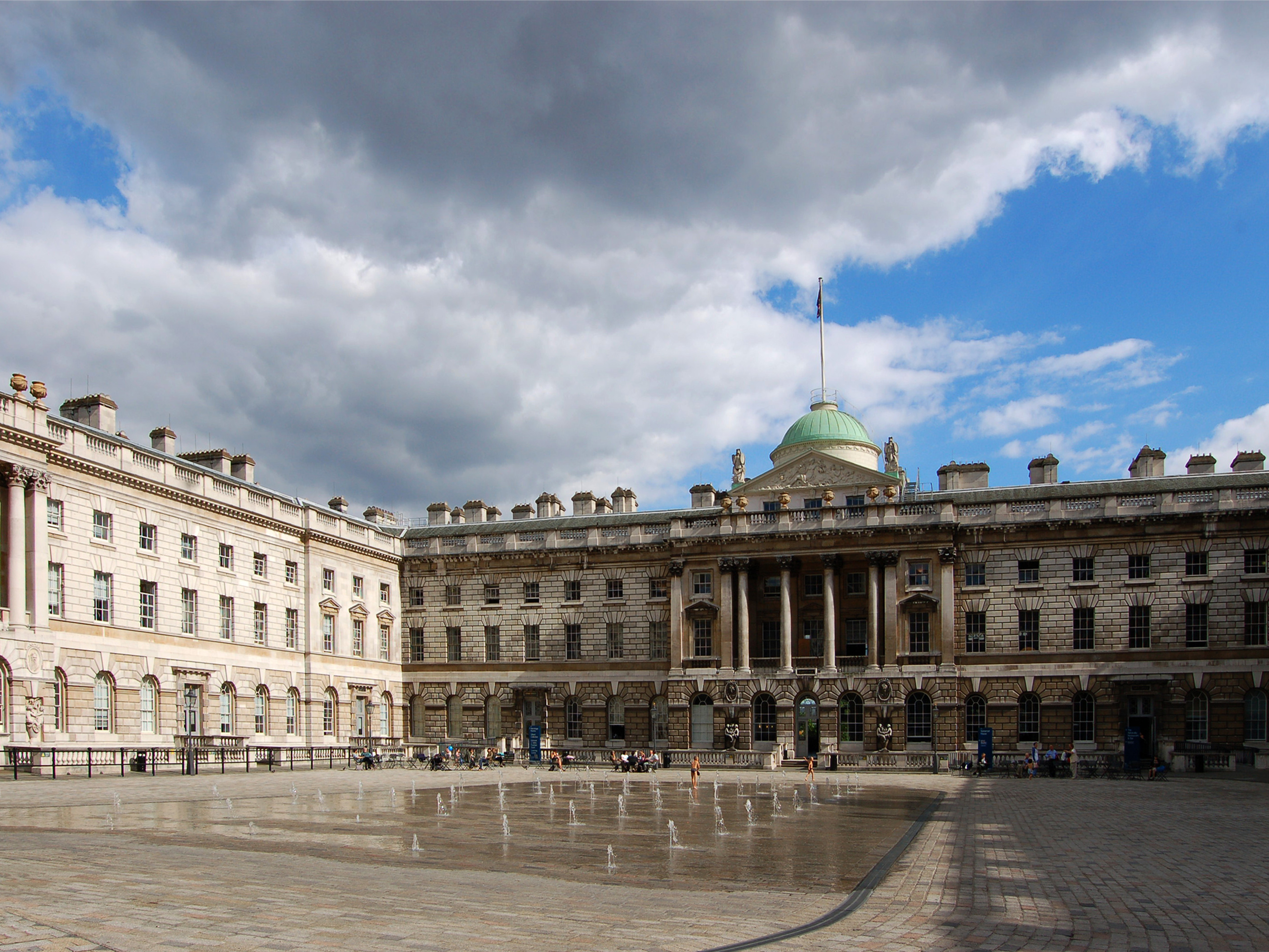
A Somerset House

- Salas Hermitage na Somerset House, um edifício histórico de Londres, hoje um grande centro cultural e sede também do Courtauld Institute of Art e da Coleção Sir Arthur Gilbert. O Hermitage usa cinco galerias para expor peças do acervo e a decoração reproduz os ambientes dos palácios russos.
- Centro de Exposições Hermitage-Guggenheim, localizado em Las Vegas. Foi inaugurado em 2001 como resultado de uma parceria entre o Hermitage e a Fundação Solomon R. Guggenheim. O edifício tem uma área de 5 920 m² e exibe obras de arte clássica e moderna pertencentes a ambos os museus.
- Centro de Exposições Hermitage-Amsterdam, ocupando um antigo prédio do século XVII nas margens do rio Amstel, em Amsterdam. O Hermitage dispõe de 4 000 m² de salas de exposição, além de espaços para estudos diversos e conferências.

## Departamentos

### Arte Pré-Histórica
Sua coleção abrange mais de dois milhões de itens, desde o Paleolítico até o início da Idade Média. Inclui estatuetas femininas com mais de 20 mil anos de idade provenientes de Malta e da região do rio Don; ídolos do Neolítico; cerâmicas das culturas de Trípoli e Turcomênia; peças caucasianas da Idade do Bronze; artefatos siberianos e de outras regiões soviéticas; das culturas nômades do Hunos e Sarmatianos, dos bárbaros e nômades medievais das estepes da Eurásia, e das culturas do Báltico.

### Arte e cultura da Antiguidade

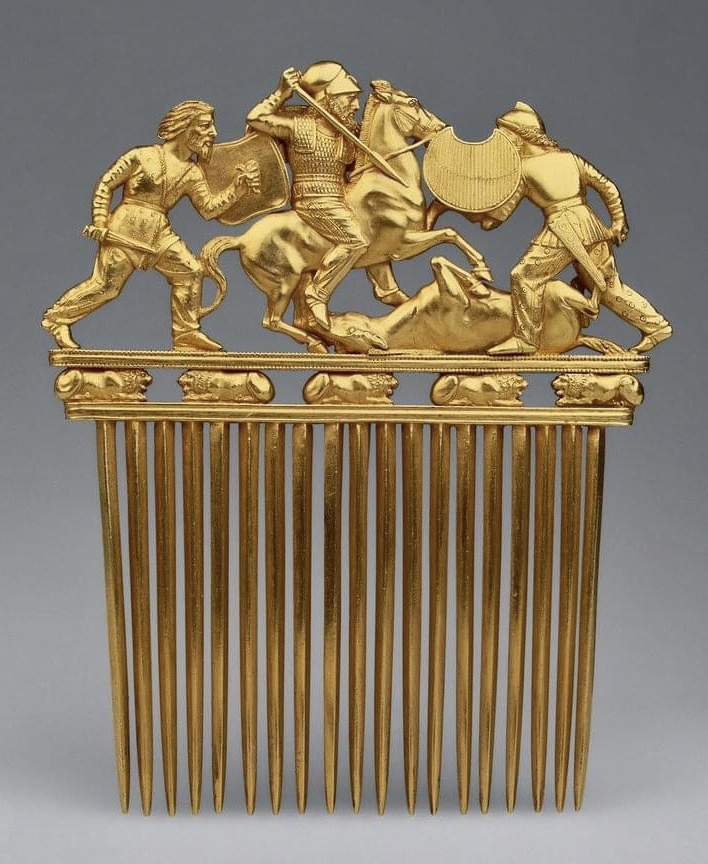
Joalheria Cita

Dividido em seções para a Grécia Antiga, Itália Antiga, Roma Antiga, a Costa Norte do Mar Negro, e Joalheria e Glíptica, com mais de 500 mil peças. A seção grega possui uma das mais ricas coleções de vasos pintados do mundo. As esculturas estão representadas em sua grande maioria por cópias romanas, por si mesmas de grande valor, mas alguns exemplares originais, como um atleta de Policrates, são de importância superlativa.
Da antiga Itália existem peças etruscas em barro e bronze e cerâmicas da Magna Grécia. A arte romana é representada por bustos, estátuas, cerâmicas e objetos domésticos, com destaque para a estátua do imperador Augusto como Júpiter. A cultura do norte do Mar Negro é ilustrada com sarcófagos, pinturas, vasos e estatuária escavada em cidades e tumbas da região.

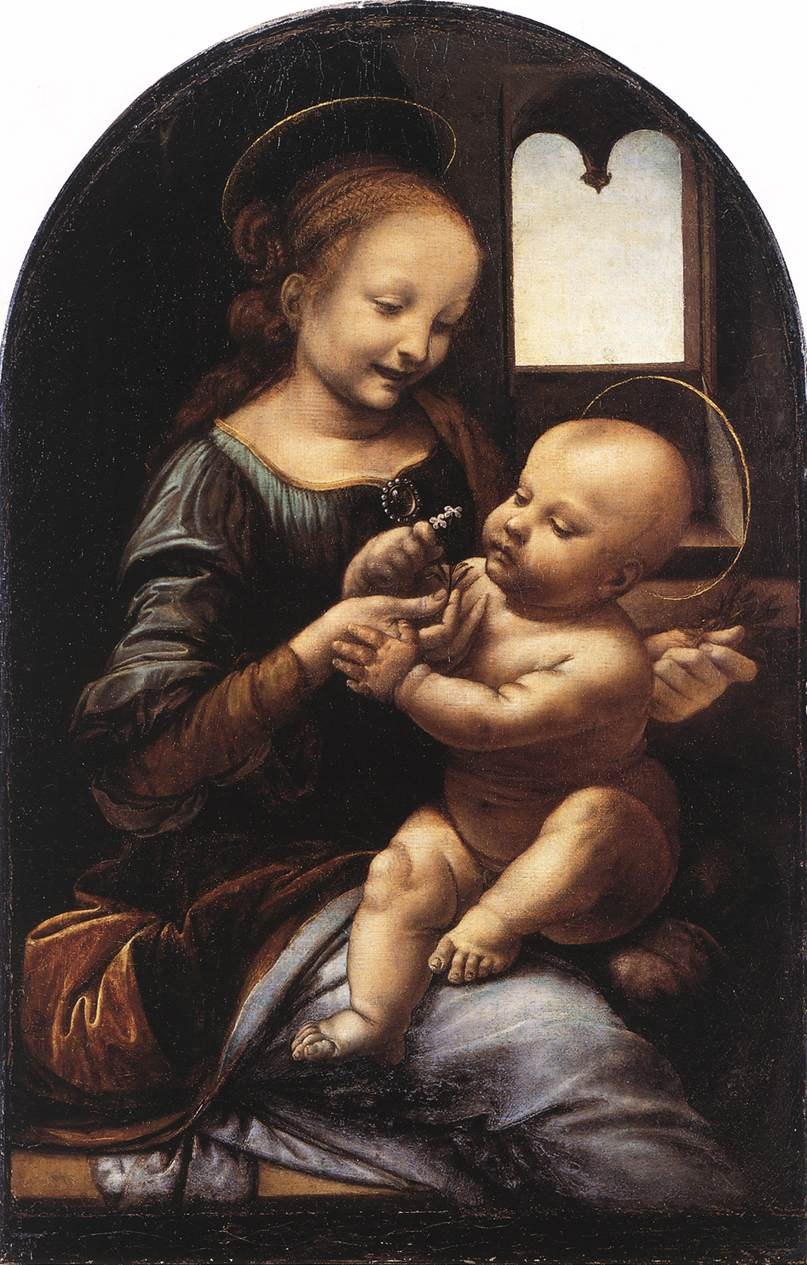
Leonardo: Madonna Benois

A joalheria possui uma notável seleção de itens encontrados nas regiões do Bósforo, e outros oriundos das civilizações Helenística e Cita, com medalhões e camafeus, pentes, brincos e braceletes de ouro, e inúmeras outras preciosidades.

### Arte da Europa Ocidental
Compreende mais de 600 mil peças entre pinturas, desenhos, artes aplicadas, que vão do século XIII até o presente. Sua coleção ocupa 120 salas do Hermitage em caráter permanente.
Dentre a miríade de obras-primas em pintura se destacam a Madonna Litta e a Madonna Benois, ambas de Leonardo, a Dânae de Ticiano, a Judith de Giorgione, além de exemplares de todos os grandes mestres da pintura europeia. Também se incluem nesta seção um grande acervo de vitrais e outros objetos em vidro, joalheria, porcelana, mobiliário e tapeçarias, e peças litúrgicas como relicários e turíbulos.
Nas esculturas são notáveis as numerosas obras de Canova, além de finas peças de Tilman Riemenschneider, Eugene Falconet, Jean-Antoine Houdon, Aristide Maillol, Auguste Rodin e vários outros. A seção de desenho e gravura guarda obras de mestres antigos como Ticiano, Veronese, Rubens, Vincenzo Petrocelli, van Dyck, Rembrandt e Dürer, e modernos como Degas, Manet e Picasso.

### Cultura russa

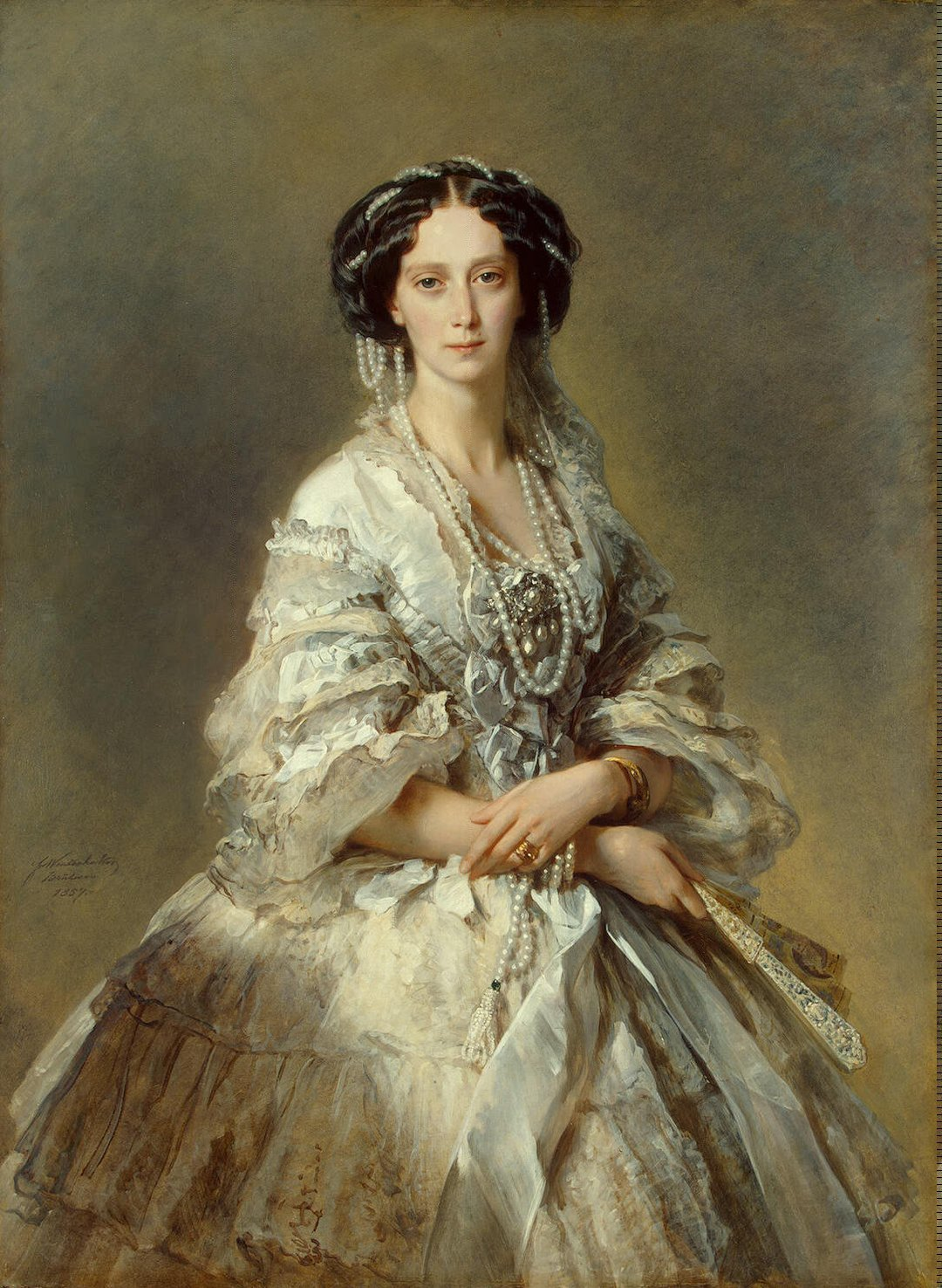
Winterhalter: Imperatriz Maria Alexandrovna

Inaugurado em 1941, com mais de 300 mil objetos, com 50 salas de exposição permanente. As peças ilustram mais de mil anos de história russa, em todas as suas mais variadas expressões. Ícones, retratos oficiais da realeza, gravuras, desenhos, aquarelas, louças, afrescos, mosaicos, manuscritos iluminados, fotografias, e uma multiplicidade de itens de uso doméstico, religioso e oficial, traçam um vasto e detalhado painel da evolução dos costumes na Rússia desde suas primeiras organizações como estado no século X até a contemporaneidade.

### Arsenal
Compreende mais de 15 mil peças entre armas, armaduras, escudos, capacetes e variedade de complementos bélicos procedentes da Rússia, Ásia e Europa, datando desde a Idade Média.

### Arte Oriental
Estabelecido desde 1920, consiste em quatro seções: Oriente Antigo, Bizâncio e Oriente Próximo, Ásia Central e Cáucaso, e Oriente Médio. Possui cerca de 18 mil peças distribuídas em 50 salas de exposição permanente. Inscrições cuneiformes, estelas de Susa e Uruk, estatuária egípcia, ícones bizantinos, artefatos árabes, além de peças em escultura e pintura da Índia, Mongólia, Tibete, Japão, Tailândia, Ásia Central e Cáucaso, e objetos de uso da Horda Dourada, são algumas das atrações deste departamento.

### Numismática
Um dos maiores acervos da Rússia e dos mais significativos do mundo em seu gênero, perfaz um terço de toda a coleção do Hermitage, com mais de um milhão de objetos. É um dos departamentos mais antigos do museu, tendo sido iniciado pela própria Imperatriz Catarina II. Hoje conta com moedas, medalhas, ordens, insígnias, brasões, ex-libris, selos e uma grande riqueza de outros objetos que vão desde a antigüidade, incluindo exemplares das primeiras moedas cunhadas pelo homem, até tempos recentes.

### Palácio Menshikov

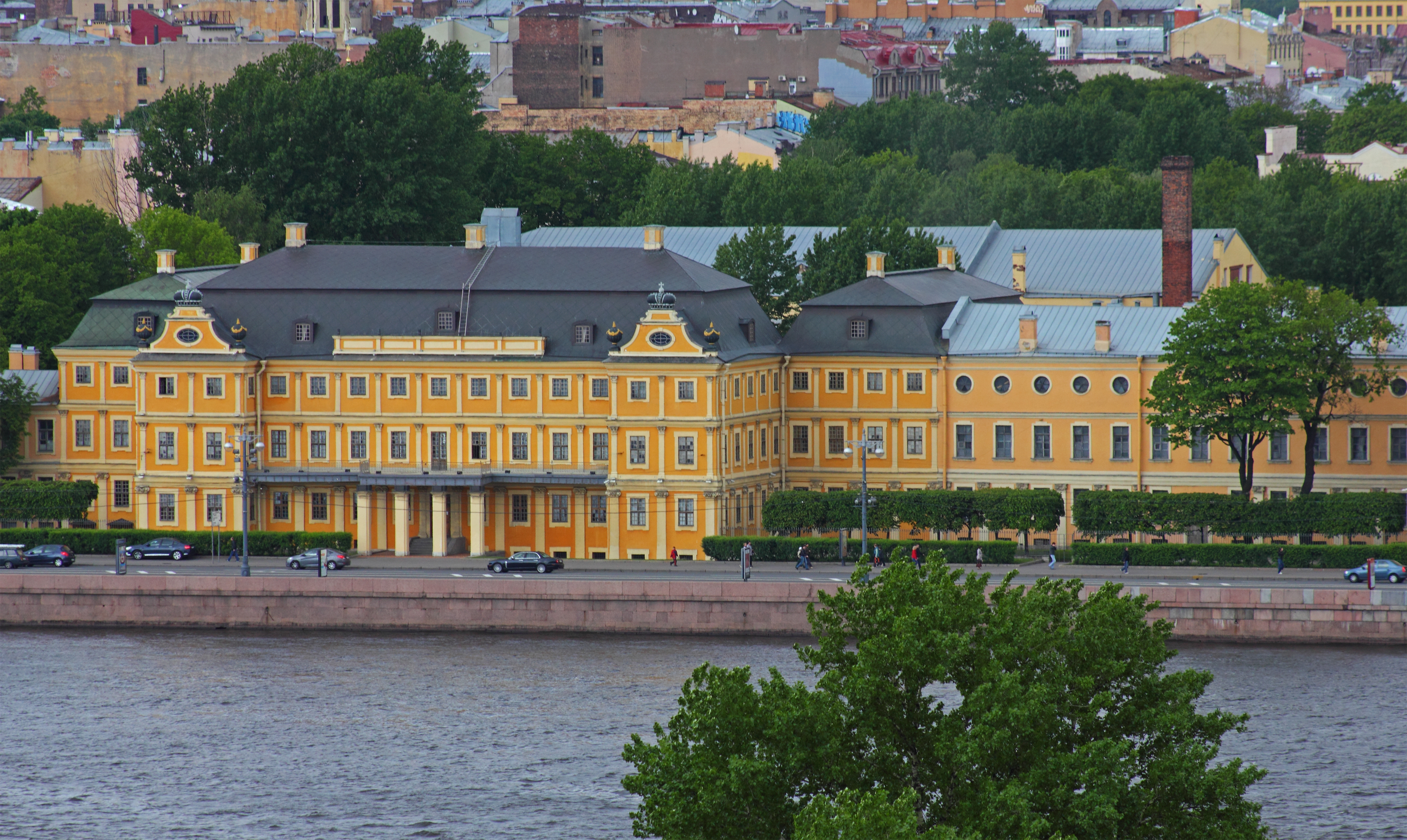
O Palácio Menshikov

Dedicado à exibição de peças da cultura russa do início do século XVIII, com ênfase na decoração de interiores. Está instalado num edifício que é um dos mais antigos da cidade, e que pertenceu ao príncipe Alexander Menshikov. Foi restaurado nos anos 70 e preserva grande parte de seu aspecto original, além de ter incorporado peças das coleções privadas imperiais, outras confiscadas da nobreza, e mais outras do próprio Hermitage.

### Conservação e restauro
Sua criação remonta a 1760, quando a galeria de pintura foi primeiro instalada. Tem como função preservar e recuperar as peças do acervo do museu, e oferece assessoria técnica também para outras instituições do país. Seus técnicos também atuam em expedições arqueológicas. Possui dez laboratórios para técnicas especializadas de restauro e controle biológico e ambiental.

### História e restauração de elementos de arquitetura
Estabelecido em 1975, está dividido nas áreas de Arquitetura e Restauro, Arqueologia e Arquitetura, e Pesquisa, cuidando da manutenção e recuperação dos prédios históricos.

### Departamento educacional
Inaugurado em 1925, devota-se à instrução do público visitante acerca de aspectos variados da história do museu e dos palácios, da coleção permanente e das mostras temporárias.

### Biblioteca
Possui mais de 700 mil livros de arte, cultura, arquitetura e história em seus variados campos. Nasceu a partir da coleção privada de livros de Catarina II. Sua seção de obras raras conta com mais de 10 mil volumes.

### Departamento de Exame Científico de Obras de Arte
Criado a fim de dar suporte técnico na área de autenticação de obras de arte, numismática, artefatos arqueológicos e demais itens da coleção, através de técnicas, métodos e instrumentos científicos.

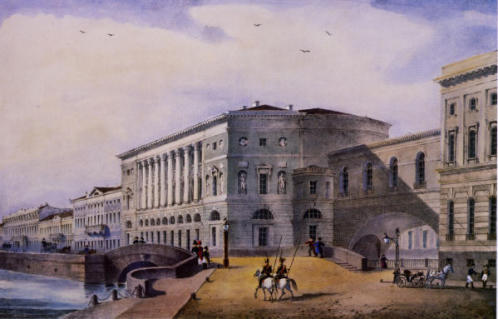
O Teatro do Hermitage em aquarela de 1824

### Academia de música
Estabelecida depois da recuperação do Teatro, nos anos 80, para que voltasse a desempenhar suas funções artísticas originais, após ter passado um longo tempo sendo usado apenas como espaço para conferências. A restauração dotou-o com equipamentos modernos para ser capaz de apresentar peças das mais variadas naturezas.
Hoje a Academia conta com uma orquestra própria e mantém um programa regular de concertos dedicados à valorização do repertório tradicional e ao resgate de peças desconhecidas, e em suas apresentações inclui obras de fôlego como oratórios e sinfonias. Também realiza excursões por diversos países e divulga a música em programas televisivos especiais.

### Serviço de voluntários
O Serviço de Voluntários do Museu Hermitage oferece a todos os interessados uma oportunidade única para se envolverem na gestão deste Museu mundialmente reconhecido. O programa não só ajuda o Hermitage com as suas atividades externas e internas, mas também serve como um mediador entre a equipa do Museu e o público, levando o conhecimento específico dos seus experts à comunidade. Os voluntários podem também elaborar os seus projetos, refletindo os seus próprios objetivos e interesses: transmitir a sensação de responsabilidade à juventude, para ajudar os jovens a compreenderem o valor das tradições e a necessidade de as preservar.

### Depósitos e centro de restauro
Um complexo de edifícios especializados localizado no distrito de Staraya Derevnya, em São Petersburgo. Compreende os edifícios da Administração, Depósito e Engenharia, e está em fase de expansão para, segundo os planos, em 2010 formar o maior complexo em seu gênero no mundo. Inclui uma seção de carruagens e mobiliário, e tem um sistema de visitação guiada para itens que geralmente não são expostos nas salas do museu.

## Galeria

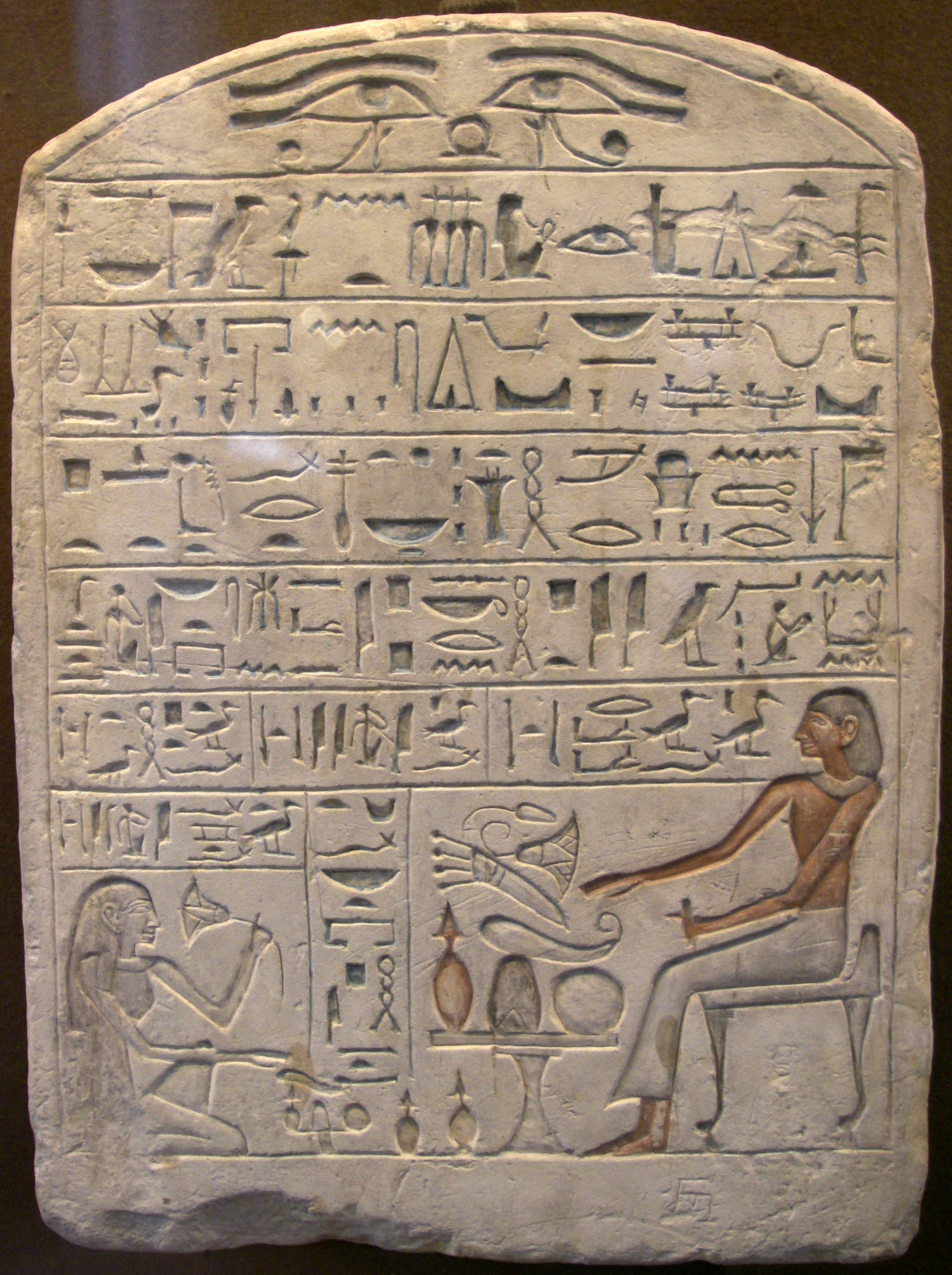
Estela egípcia, século XVIII a.C.
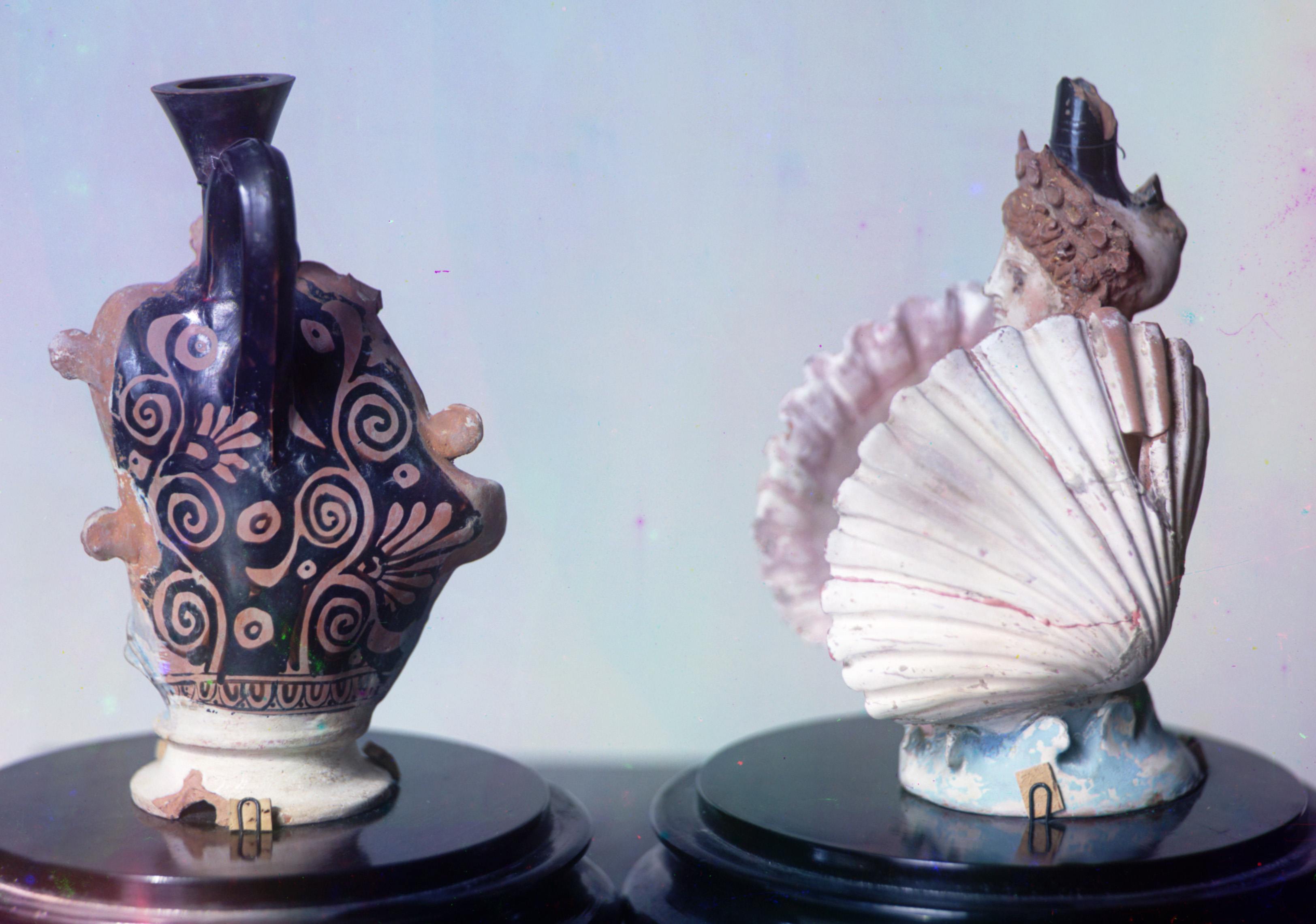
Cerâmicas etruscas.
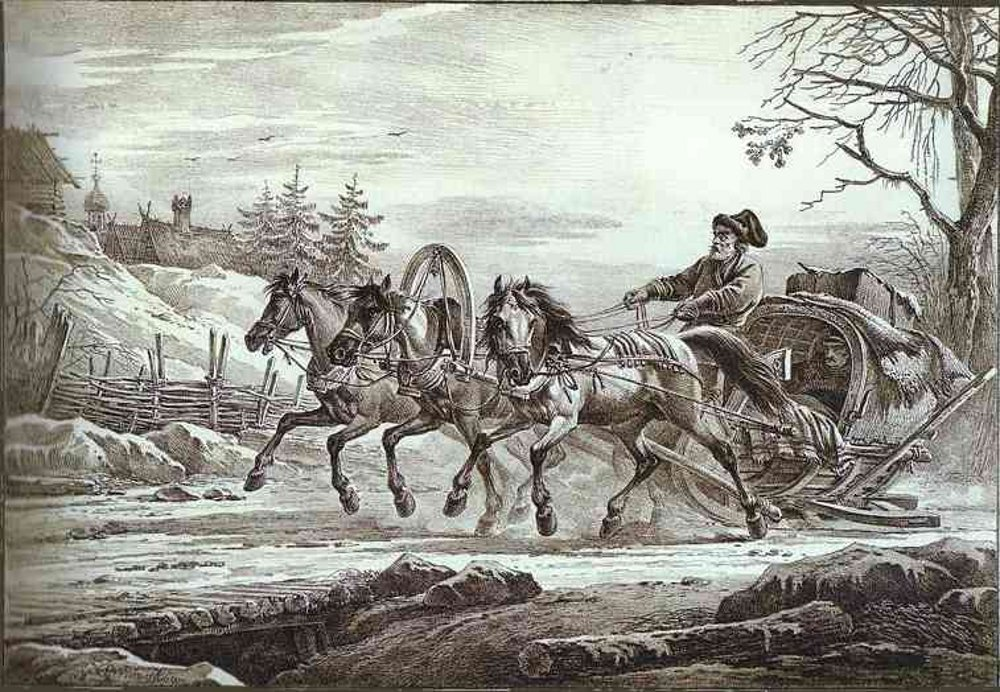
Orlowski: Viajante em uma Kibitka, 1819.
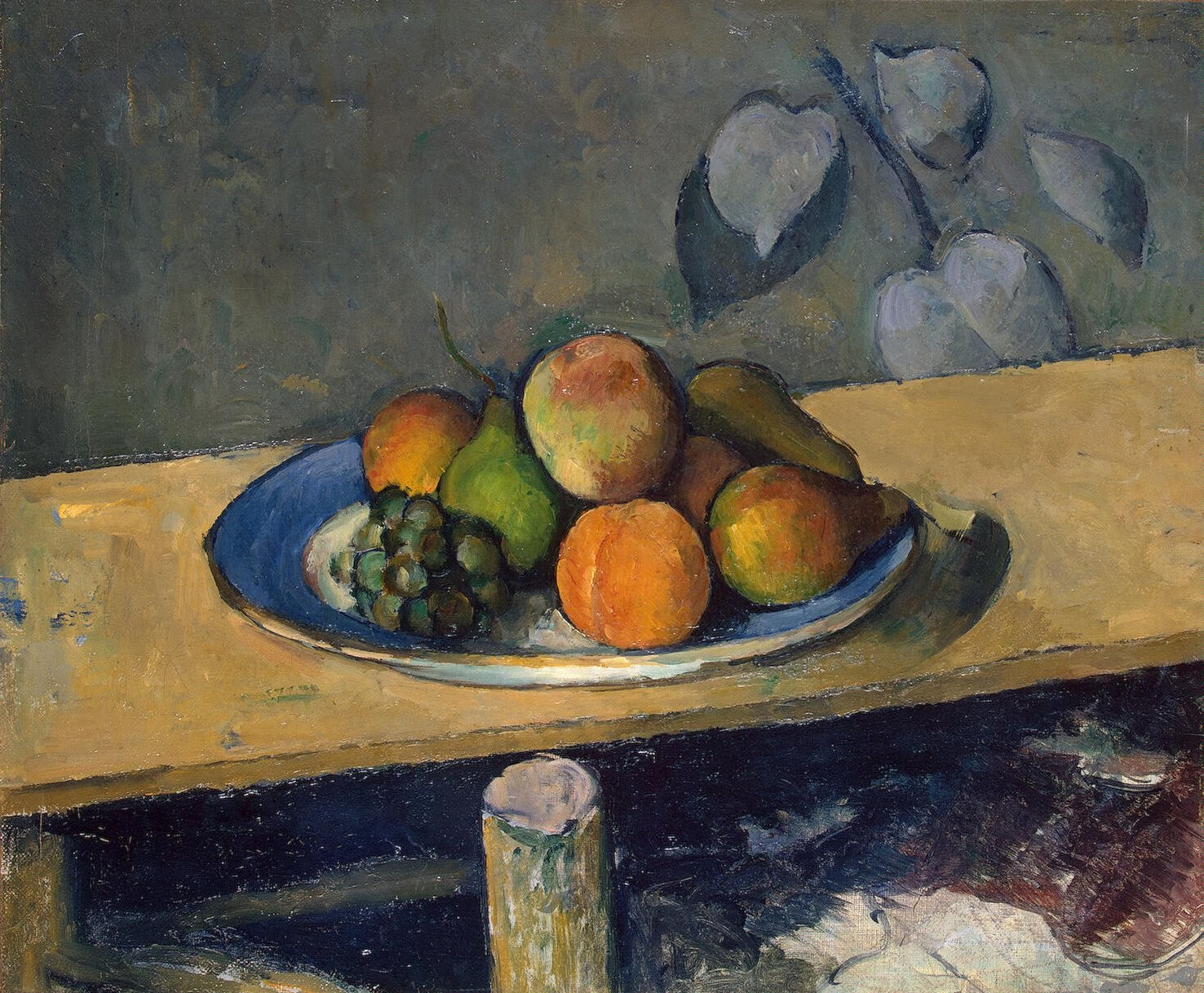
Cézanne: Maçãs, peras e uvas, c. 1879.
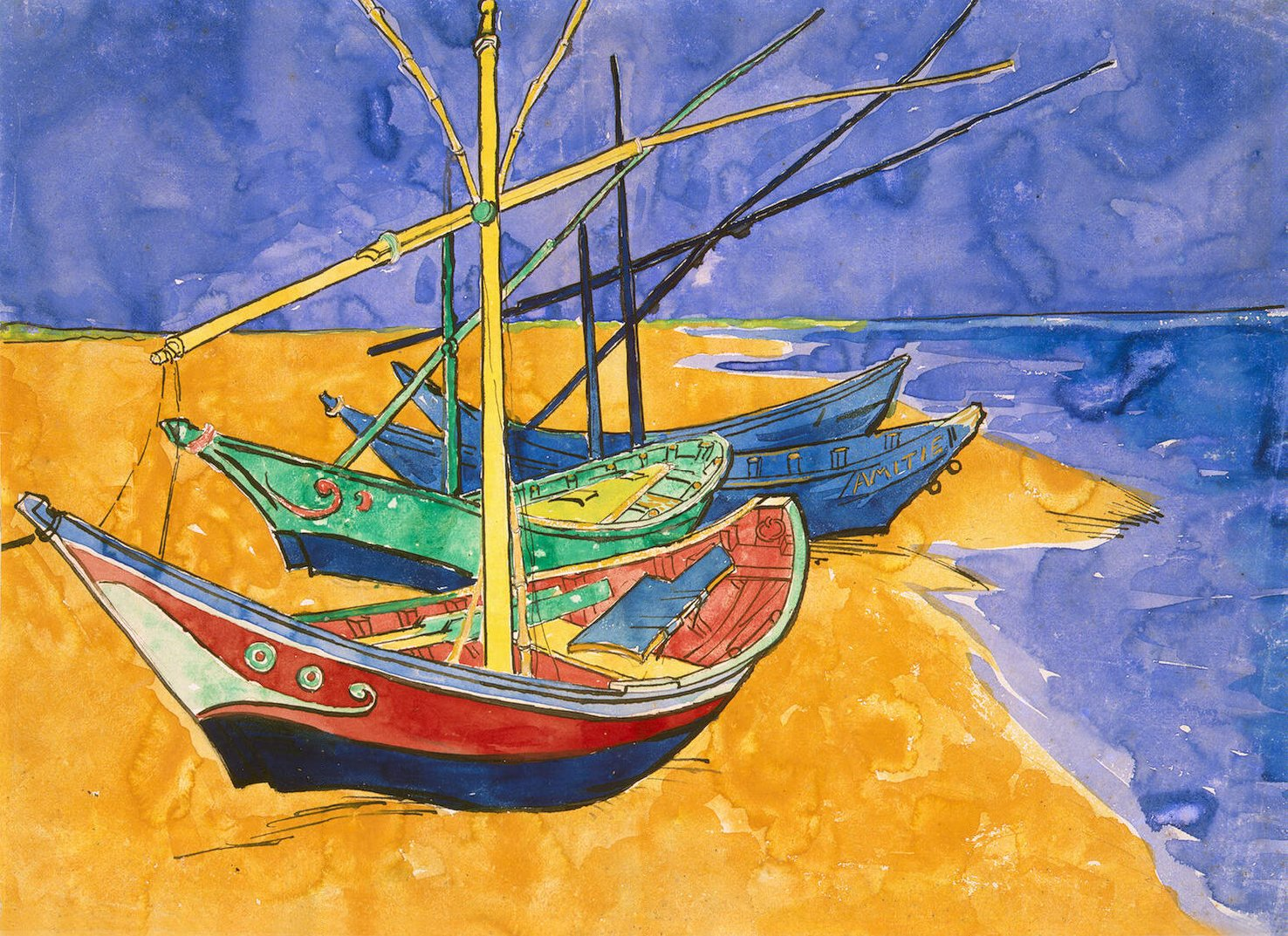
Van Gogh: Barcos em Saintes Marie, 1853.
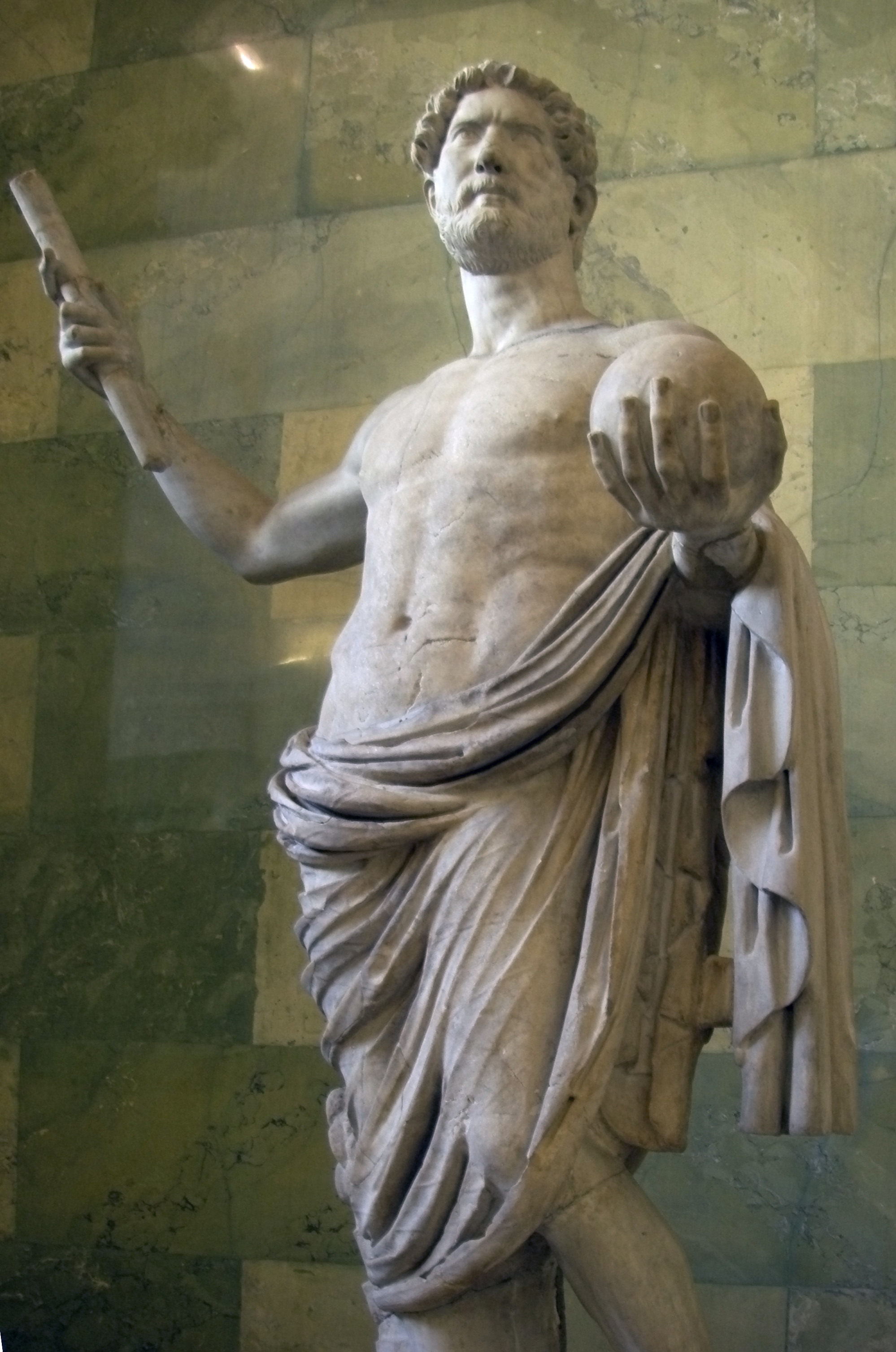
Estátua de Adriano, século II a.C.
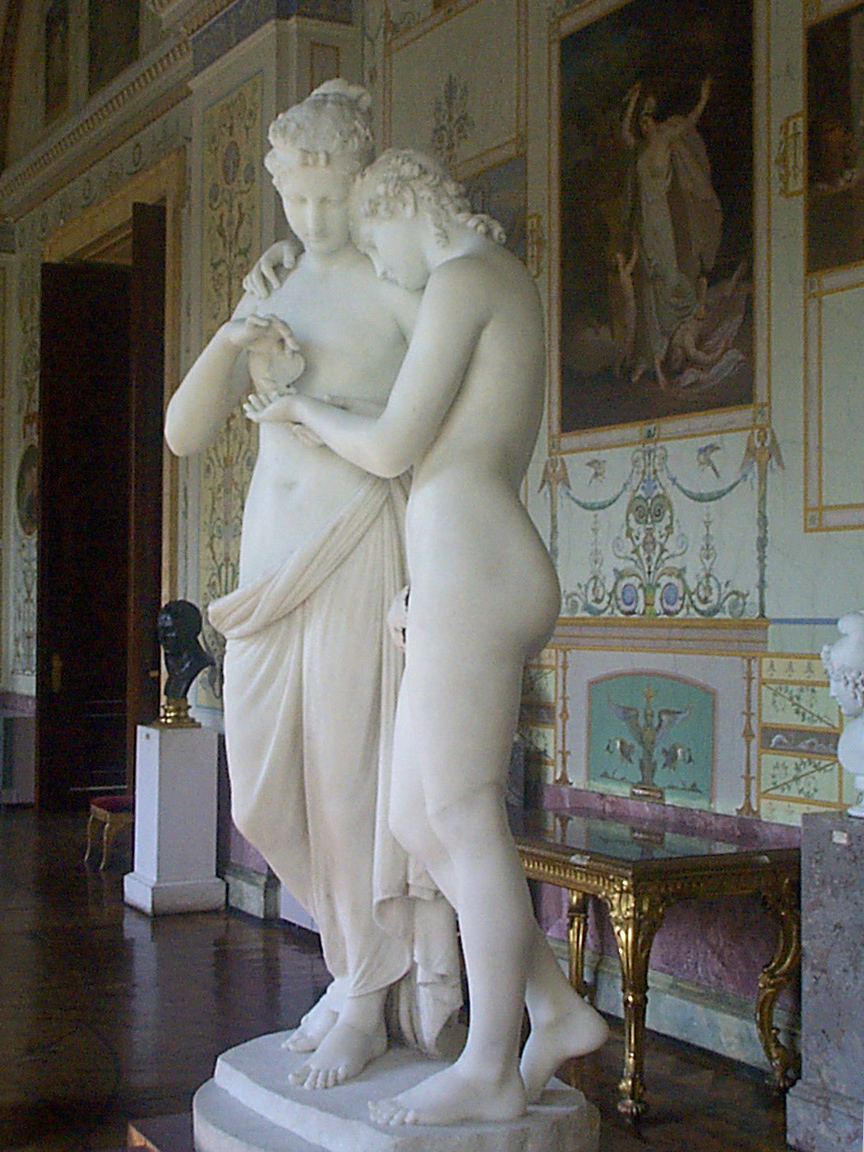
Canova: Eros e Psiquê, 1808.
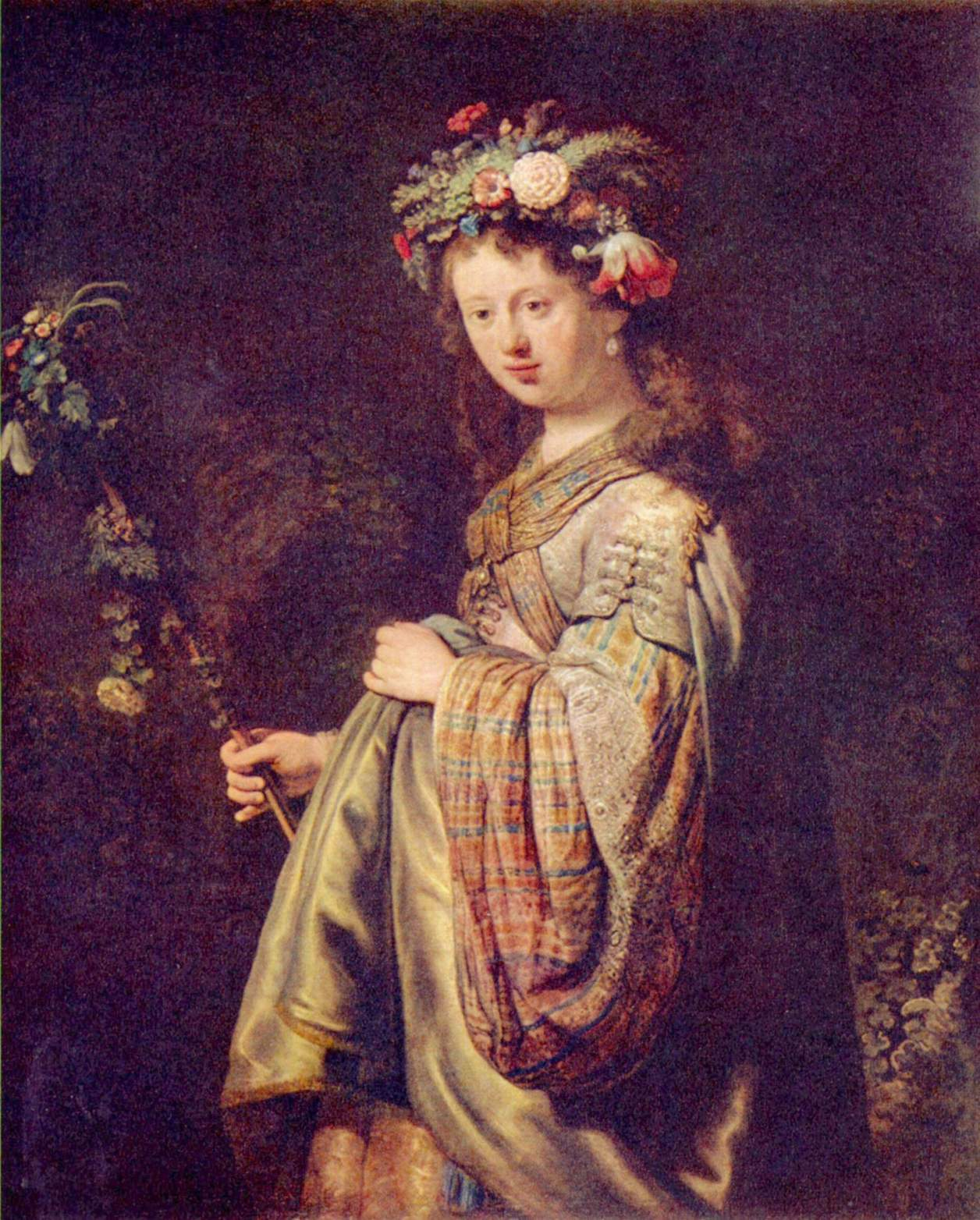
Rembrandt: Saskia como Flora, 1634.
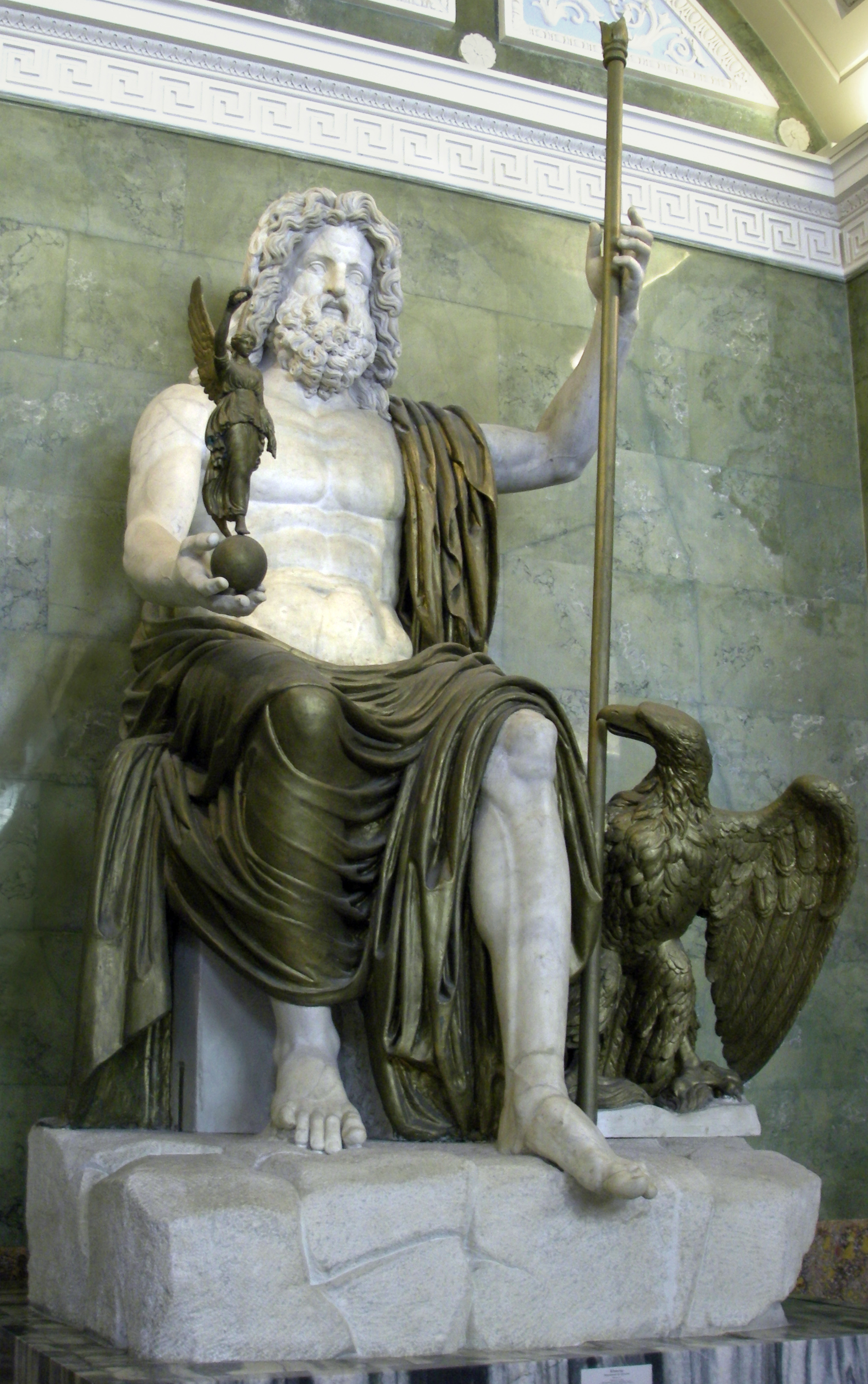
Augusto como Júpiter, 362 a.C.
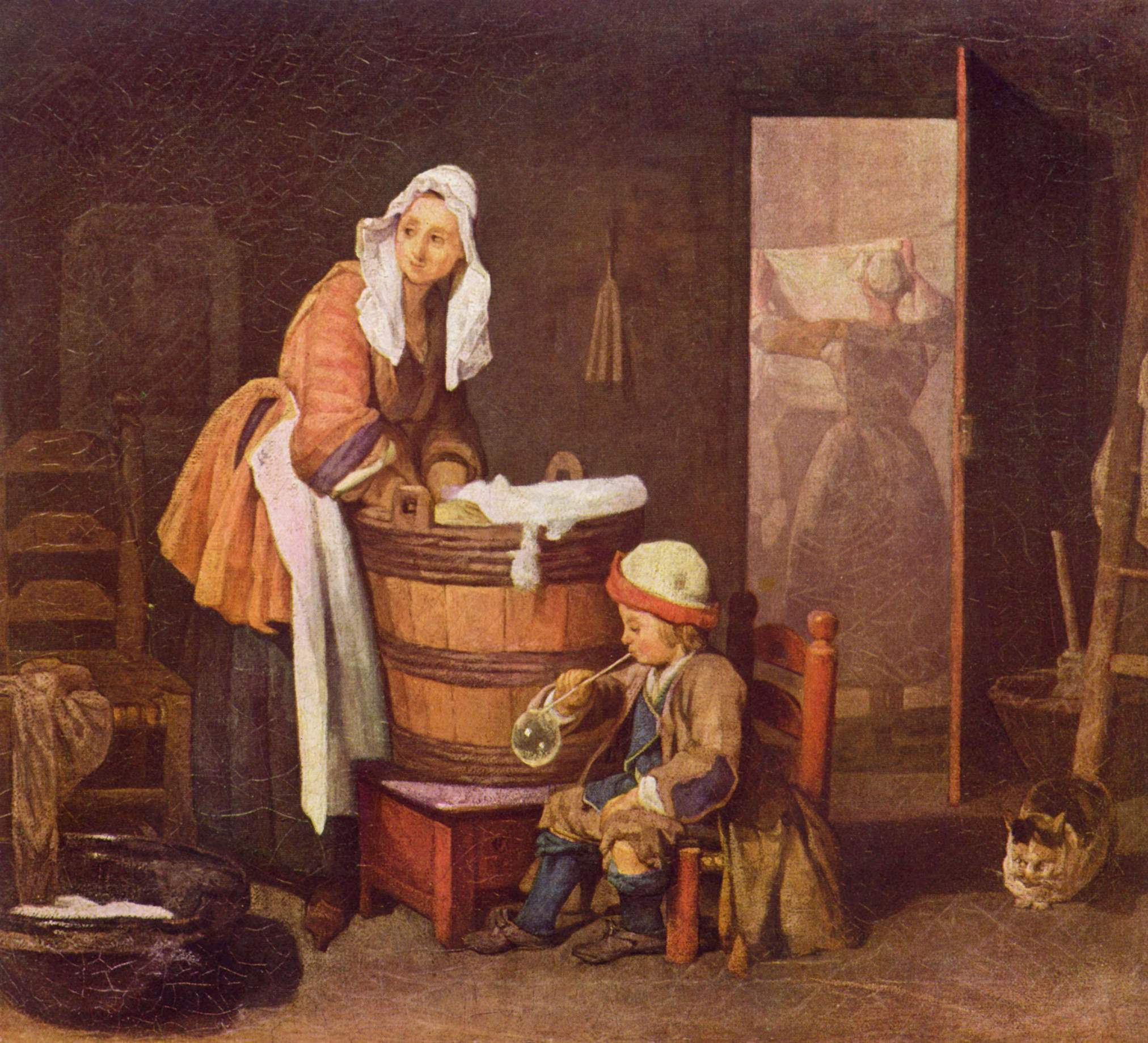
Chardin: A lavadeira, c. 1735.
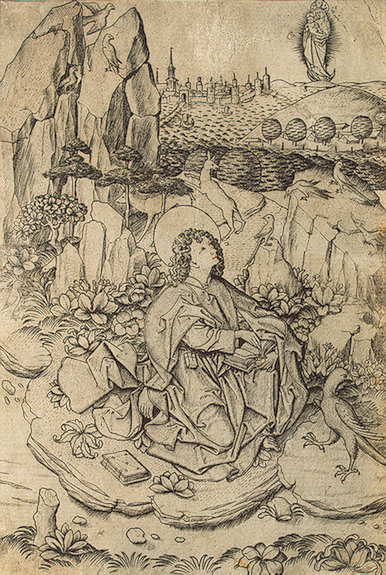
Mestre E.S.: São João em Patmos, c. 1460.
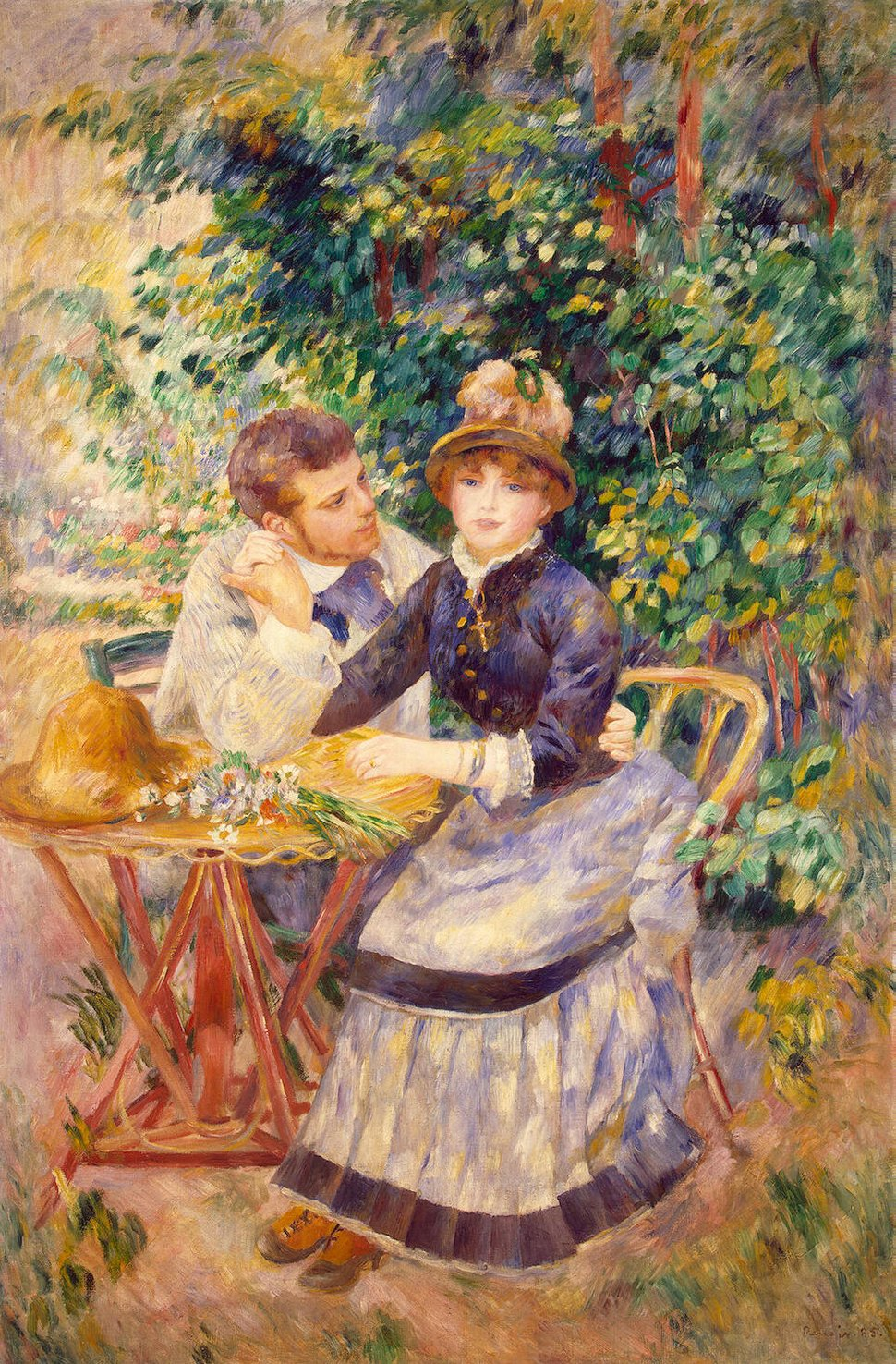
Renoir: No jardim, 1885.